# Мозырский спиртоводочный завод
ОАО «Мо́зырский спиртоводочный завод» (бел. ААТ «Мазырскі спіртагарэлачны завод») — белорусская компания по производству спирта и дистиллированных алкогольных напитков, расположенная в городе Мозыре Гомельской области. До середины 1990-х годов завод специализировался на производстве кормового белка из дрожжей.

## История
В 1977 году на южной окраине Мозыря начал строиться завод кормовых дрожжей. Он начал работу в 1983 году. Завод использовал отходы перегонки нефти (жидкие высокоочищенные н-парафины) с соседнего Мозырского нефтеперерабатывающего завода для производства кормового белка и белково-витаминных концентратов, широко используемых в животноводстве. К 1987 году завод достиг мощности в 310 тыс. т продукции в год (на заводе размещено 36 ферментеров модели АДР-900-76, следовательно мощность по проекту составляла 360 тысяч тонн в год), что делало МЗКД мощнейшим заводом по производству кормовых дрожжей в СССР. Производство кормового белка из дрожжей было прекращено в 1994 году из-за нерентабельности в новых экономических условиях, технология производства БВК тех лет была крайне энергозатратной. В 1994—1995 годах началось перепрофилирование завода на производство спирта-ректификата, водки, ликёро-водочных изделий и плодовых вин. Первая продукция была получена уже в 1995 году, в 1997 году открылся цех по выпуску плодовых вин. В 2000 году завод был преобразован в РУП «Комбинат по производству медицинской и спиртосодержащей продукции „Этанол“». 16 декабря 2013 года РУП «Комбинат по производству медицинской и спиртосодержащей продукции „Этанол“» был преобразован в ОАО «Мозырский спиртоводочный завод».
Ведомственная подчинённость предприятия часто менялась — до 21 ноября 1985 года он входил во Всесоюзное промышленное объединение по производству белковых веществ (ВПО «Союзпромбелок») Главного управления микробиологической промышленности при Совете Министров СССР, затем — перешёл в подчинение Министерства медицинской и микробиологической промышленности СССР, 21 мая 1986 года вошёл в Белорусское научно-производственное биотехнологическое объединение (НПО «Белбиотехнология») того же министерства, с 7 апреля 1988 года — в Научно-производственное объединение медико-биологической продукции (НПО «Белмедбиопром») того же министерства, с 22 мая 1990 года — в подчинении Министерства медицинской промышленности СССР. После провозглашения независимости Республики Беларусь перешёл в концерн «Белбиофарм», в 2011 году предприятие передано в концерн «Белгоспищепром».

## Современное состояние
В 2014 году завод произвёл 265,2 тыс. дал спирта-ректификата из пищевого сырья, 114,3 тыс. дал водки 20 наименований, 19 тыс. дал ликёро-водочных изделий 5 наименований, 35 тыс. дал пятилетнего коньяка 7 наименований, 306,6 тыс. дал плодовых креплёных вин 11 наименований. В Республике Беларусь большая часть водки и ликёро-водочных изделий было реализовано в Минске и Гомельской области (примерно по 74 тыс. дал в каждый регион), более половины плодовых вин — в Гомельской области (197,7 тыс. дал). 6,9% продукции было поставлено на экспорт (крупнейшие рынки сбыта — Туркменистан, Украина, Россия, Казахстан; Туркменистан закупает спирт-ректификат, остальные страны — готовую продукцию).
По состоянию на 1 января 2015 года мощность завода составляет 689 тыс. дал водки и ликёро-водочных изделий в год, 915 тыс. дал спирта ректифицированного, 100 тыс. дал коньяка, 1420 тыс. дал плодового вина. По итогам 2014 года использование мощностей предприятия по основным направлениям деятельности составило менее 40%.
В 2013—2014 годах руководство завода организовало преступную схему с целью уклонения от уплаты налогов на 25,5 млрд. рублей (2,5 млн долларов). В 2015 году завод вошёл в холдинг «Минск Кристалл Груп». С 2016 года предприятие находится в стадии санации (финансового оздоровления).
Завод является резидентом свободной экономической зоны «Гомель-Ратон».
На момент 2022 года на территории осталось множество неиспользуемых, руинированных и заброшенных объектов бывшего МЗКД, среди них: цеха ферментации №№ 1 и 2, руины сушильных цехов №№ 1 и 2, главный водооборотный комплекс (23 градирни в процессе демонтажа и две насосных станции), часть очистных сооружений, некоторые вспомогательные постройки и ряд административных корпусов.